# Sanders Keep Military Cemetery
Sanders Keep Military Cemetery is een Britse militaire begraafplaats met gesneuvelden uit de Eerste Wereldoorlog, gelegen in de Franse gemeente Graincourt-lès-Havrincourt (departement Pas-de-Calais). 
De begraafplaats ligt in het veld op ruim 2 km ten zuidwesten van het dorpscentrum (Église Saint-Martin). Vanaf de weg van Sains-lès-Marquion naar Havrincourt leidt een landweg van 400 m naar de begraafplaats. Ze heeft een veelhoekig grondplan met een oppervlakte van 755 m² en wordt omsloten door een natuurstenen muur. Het Cross of Sacrifice staat tegen de oostelijke muur. De toegang is een metalen hekje in het midden van de westelijke muur. De begraafplaats wordt onderhouden door de Commonwealth War Graves Commission.
Er liggen 143 Britten begraven waaronder 8 niet geïdentificeerde.

## Geschiedenis
Sanders Keep was een Duitse versterking langs de frontlijn op 2 kilometer ten zuidwesten van het dorp. Deze versterking werd op 27 september 1918 door de Scots Guards bestormd. Na het gevecht werden de Britse en Duitse doden op het slagveld begraven door de Guards Division Burial Officer (deze officier was verantwoordelijk voor het registreren en begraven van de gesneuvelden). Alle slachtoffers vielen in september 1918.

### Onderscheiden militairen
- Thomas Norman Jackson, korporaal bij de Coldstream Guards werd onderscheiden met het Victoria Cross (VC).
- William Herbert Gladstone, kapitein bij de Coldstream Guards en Hugh De Bary Cordes, onderluitenant bij de Scots Guards werden onderscheiden met het Military Cross (MC).
- Joseph Mansfield, soldaat bij de Irish Guards werd onderscheiden met de Distinguished Conduct Medal (DSM).
- compagnie sergeant-majoor Albert Bird, sergeant Harry Lawer en korporaal H. Symonds (Coldstream Guards); korporaal B.F.G. Shore (Scots Guards) en soldaat Edward Fitzgerald (Welsh Guards) werden onderscheiden met de Military Medal (MM).